# Rhynchotechum hispidum
Rhynchotechum hispidum är en tvåhjärtbladig växtart som beskrevs av Charles Baron Clarke. Rhynchotechum hispidum ingår i släktet Rhynchotechum och familjen Gesneriaceae. Inga underarter finns listade i Catalogue of Life.